# تیول (اروپا)
تیول عنوان یک ملک یا زمین بخشیده شده و امانت موقت می‌باشد که عنصر مرکزی از نظام ارباب رعیت شامل اموال ارثی یا حقوق اعطا شده توسط یک ارباب به دست‌نشاندگان است، این عنوان در قالب یک شکل فئودالی وفاداری و خدمات معمولاً توسط مراسم شخصی خاصی به عنوان بیعت اعطا می‌گردید.
در روم باستان از عنوان لاتین با معنای تحت‌الفظی سود یا هدیه استفاده می‌گردید که منظور هدیهٔ زمین برای زندگی در برابر انجام یک کار مهم یا حفاظت از یک سرزمین و مرز خاص بود، در اروپای قرون وسطی از اعطای زمین در ازای خدماتی مشابه سیستم اداری روم مشاهده می‌شود، گاهی این زمین‌ها پس گرفته می‌شد و گاهی هم برای همیشه جزو میراث پذیرنده می‌گردید، در سال‌های بعد به چنین افرادی که از جانب بزرگان چنین عطیه‌ای دریافت کرده بودند اصطلاحاً تیول‌دار می‌گفتند، آنها قوانین خاص تیول خود را می‌توانستند اجرا کنند و گاهی اعمال قانون می‌نمودند، در دوران قرون وسطی در جهت ایمنی یا محافظت از رعیت‌هایی که در تیول کار می‌کردند معمولاً قلعه‌هایی که اغلب در وسط زمین تیول قرار داشتند ساخته می‌شد.